# Ewald Arenz

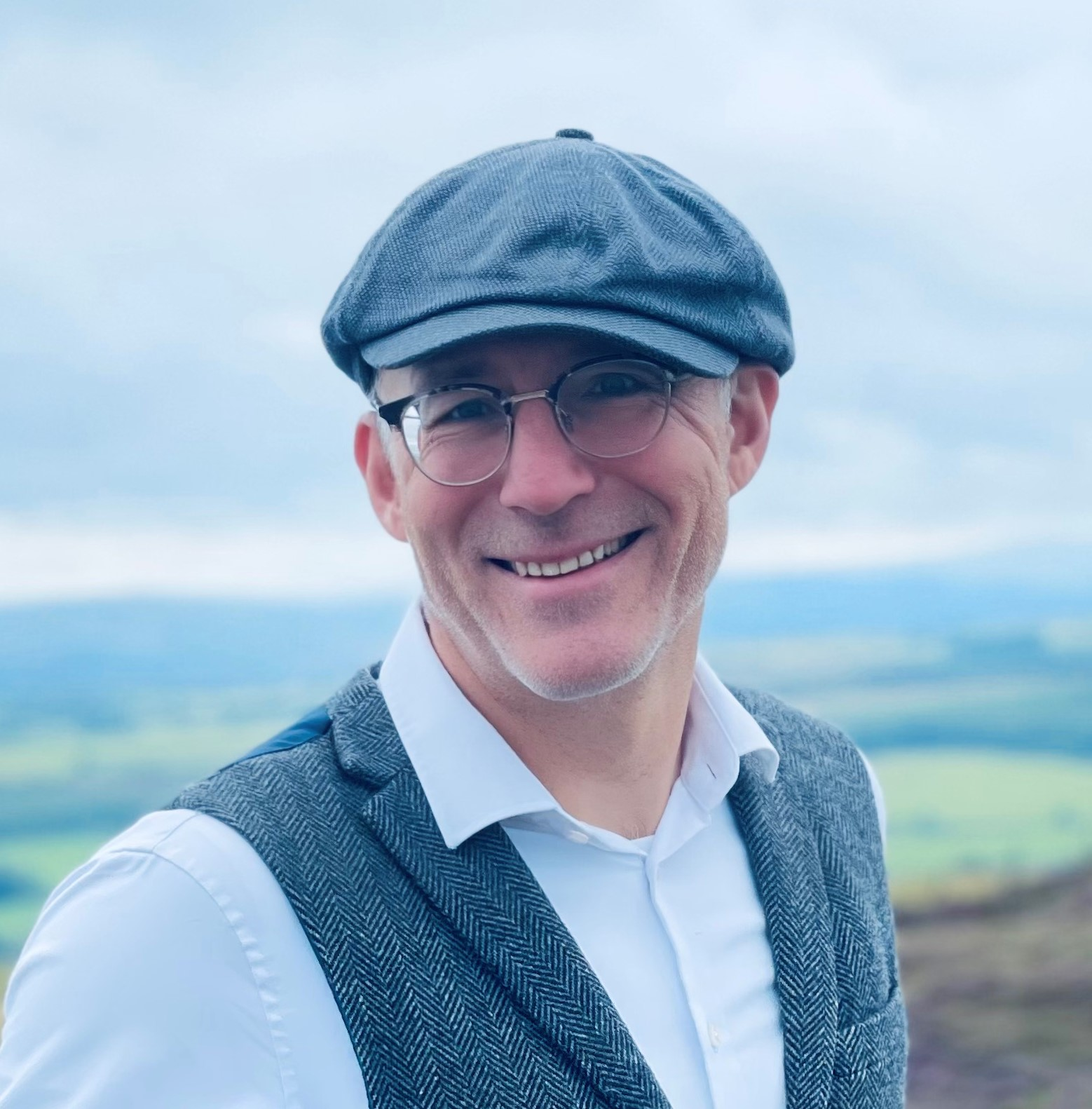
Ewald Arenz (2023)

Ewald Arenz (* 26. November 1965 in Nürnberg) ist ein deutscher Schriftsteller.

## Leben
Ewald Arenz ist der älteste Sohn der Künstlerfamilie Arenz und Bruder der Schriftstellerin Sigrun Arenz sowie des Schauspielers und Autors Helwig Arenz, die alle drei im ars vivendi Verlag publizierten. Ewald Arenz ist außerdem verwandt mit dem Bildhauer Ewald Rumpf (Onkel) sowie der Schriftstellerin Mara Winter (Cousine).
Arenz machte Abitur am Heinrich-Schliemann-Gymnasium Fürth und studierte zunächst Jura an der Friedrich-Alexander-Universität Erlangen-Nürnberg. Nach einigen Semestern wechselte er das Studienfach zu Anglistik, Amerikanistik und Geschichte.
Für seine literarischen Arbeiten wurde er mit zahlreichen Kulturpreisen ausgezeichnet. Arenz moderiert die Sendung Das Feiertagsfeuilleton auf Bayern 2 und leitete von 2009 bis 2012 die Semesterwerkstatt Schreiben am Stadttheater Fürth. Von 2007 bis 2010 schrieb er wöchentlich für die Nürnberger Nachrichten die literarische Kolumne Meine kleine Welt. Zusammen mit seinen Geschwistern Sigrun und Helwig führte er sie von 2015 bis 2017 in neuer Form unter dem Titel Unsere kleine Welt fort. Für die ZEIT schreibt er seit dem Frühjahr 2024 die zweiwöchentlich erscheinende Kolumne ‘‘Wie war’s in der Schule’‘. Im Jahre 2018 wechselte er zum DuMont Buchverlag. Für die englischsprachigen Ausgaben wird er seit 2020 vom britischen Verlag Orenda Books vertreten.
Arenz ist Lehrer am Johannes-Scharrer-Gymnasium in Nürnberg und unterrichtet dort Englisch und Geschichte. Er ist Vater von drei Kindern und lebt in der Nähe von Fürth. Gemeinsam mit seinem Bruder organisiert Arenz auch immer wieder literarische Veranstaltungen wie z. B. die jährlich stattfindenden Parklesungen im Fürther Stadtpark mit namhaften Autorinnen und Autoren.

## Werk
Das erzählerische Werk folgt klassischer Erzähltradition; sprachlich abstrakte oder experimentelle Elemente sind selten. Während die Romane Der Teezauberer, Die Erfindung des Gustav Lichtenberg sowie Der Duft von Schokolade in der Tradition des magischen Realismus stehen, sind Das Diamantenmädchen oder Ein Lied über der Stadt historische Romane. Ein Merkmal, das alle genannten Werke verbindet, ist die Einbettung eines zentralen, menschlichen Konflikts in ein exotisches oder sinnliches Rahmenthema. So ist in Die Erfindung des Gustav Lichtenberg die Unfähigkeit des Helden zur Kommunikation mit der Technikgeschichte des 19. Jahrhunderts verknüpft; in Der Teezauberer wird die Geschichte des Tees mit den widersprüchlichen Sehnsüchten des modernen Menschen nach der einen großen Liebe verbunden. Die Frage nach der Spannung zwischen persönlicher Freiheit und Verantwortung gegenüber den anderen wird in Ein Lied über der Stadt in einen Kontext gebettet, der die Geschichte der weiblichen Fliegerei in der ersten Hälfte des 20. Jahrhunderts erzählt.
Im Gegensatz dazu zeichnen sich die Gegenwartsromane wie Ehrlich & Söhne oder Don Fernando erbt Amerika durch einen deutlich leichteren Ton aus. Hier überwiegen heitere, manchmal auch Slapstickelemente. In ihnen wie auch in zahlreichen Erzählungen ist der Stil deutlich lässiger; Dialogwitz und unerwartete Wendungen dominieren den Erzählstrang, wobei diesen Elementen die Handlungsentwicklung manchmal sogar untergeordnet wird. Der phantastische Roman Herr Müller, die verrückte Katze und Gott hingegen setzt sich trotz des humoristisch geschliffenen Stils, der deutlich von britischen Autoren wie Douglas Adams oder Neil Gaiman beeinflusst ist, mit grundsätzlichen religiösen Fragen auseinander. Der Roman Alte Sorten hebt sich in vielerlei Hinsicht vom vorangehenden Werk ab. Es handelt sich unter anderem um einen klassischen Coming of Age-Roman, der auf sprachlich hohem Niveau die Geschichte einer schwierigen Frauenfreundschaft erzählt. Im Vergleich zu seinen Unterhaltungsromanen kann Alte Sorten aufgrund der sprachlichen Präzision der gehobenen Literatur zugerechnet werden. 2020 erreichte Alte Sorten einen Platz unter den ersten zehn auf der Spiegel-Bestsellerliste der Taschenbücher. Der große Sommer erreichte sofort nach der Erstveröffentlichung im März 2021 einen Platz auf der Spiegel-Bestsellerliste. Mit dem Roman Die Liebe an miesen Tagen erreichte er im Januar 2023 erstmals Platz 1. Der Duft von Schokolade, Alte Sorten und Der große Sommer erschienen in Übersetzungen unter anderem in England, Italien, den Niederlanden, Polen, Spanien und Tschechien.
Im dramatischen Werk haben Musicals ein großes Gewicht; neben ihnen gibt es bisher lediglich eine klassische Boulevardkomödie (Die Odaliske) sowie die Bearbeitung eines Stücks von Lillian Hellman The Little Foxes, die auf großen Bühnen aufgeführt wurden. Die Musicals folgen in erzählerischer Hinsicht den Romanen, da sie auch häufig historische Stoffe bearbeiten. Bahn Frei! etwa erzählt die Lebensgeschichte des Eisenbahnpioniers Friedrich List. In der Wirtschaftswunderrevue Petticoat & Schickedance hingegen werden die Biographien der Fürther Industriellen und Politiker Gustav Schickedanz, Ludwig Erhard und Max Grundig miteinander verknüpft. Das Musical Der Tunnel ist eine Dramatisierung des gleichnamigen Bestsellers von Bernhard Kellermann. und wurde 2016 von der Deutschen Musical Akademie in Berlin ausgezeichnet. The Famous Door on Swing Street (2020) ist eine musikalische Hommage an die Flüsterkneipen in der legendären Swing Street in New York, wobei auch Rap- und HipHop-Elemente einfließen. Es wurde 2021 in zwei Kategorien für den Deutschen Musical Theater Preis nominiert (Bestes Arrangement, beste Hauptdarstellerin). Karolin Konert wurde für ihre Rolle als Anna ausgezeichnet. Bei allen Musicals hat Arenz mit dem Jazzpianisten und Komponisten Thilo Wolf zusammengearbeitet.

## Auszeichnungen
- 1997: Kulturförderpreis der Stadt Fürth
- 2002: Literaturpreis des Kulturforums Franken
- 2002: AZ-Stern des Jahres
- 2004: Bayerischer Kunstförderpreis
- 2005: Förderpreis für Kunst und Wissenschaft der Stadt Nürnberg
- 2007: Kulturpreis der Stadt Fürth
- 2019: Alte Sorten auf der Shortlist zum Lieblingsbuch der Unabhängigen[10]
- Alte Sorten Spiegel Jahresbestseller 2020 und 2021
- Der große Sommer Spiegel-Bestseller 2021
- Der große Sommer Spiegel Jahresbestseller 2021[11]
- 2021: Der große Sommer Lieblingsbuch der Unabhängigen[12]
- 2021: Der große Sommer auf der Shortlist zum Bayern 2-Publikumspreis[13]
- 2022: Der große Sommer (Hörbuchfassung) auf der Longlist des Deutschen Hörbuchpreises 2022 (Kategorie: Beste Unterhaltung)[14]
- 2022: Tasting Sunlight (englischspr. Ausgabe von Alte Sorten) auf der Longlist des Waterstones Debut Fiction Prize 2022[15]
- 2022: Der große Sommer Sommerhit des Jahres 2022; verliehen von media control
- 2023: Bayerischer Verfassungsorden für das schriftstellerische Schaffen[16]
- 2024: Euregio Schüler-Literaturpreis 2023 für Alte Sorten[17]
- 2025: Wolfram-von-Eschenbach-Preis für das schriftstellerische Schaffen[18]

## Veröffentlichungen (Auswahl)

### Lyrik
- Wanderungen. 13 Gedichte, Illustriert von Margitta Schäfer, Heieroffset, 26 S., 1987

### Romane und Erzählungen
- Der Golem von Fürth. Erzählungen, G&S Verlag Zirndorf 1994, ISBN 3-925698-35-3.
- Der Horsbacher Fuchs. Erzählungen, G&S Verlag Zirndorf 1995, ISBN 3-925698-36-1.
- Don Fernando erbt Amerika. Phantastischer Roman, G&S Verlag Zirndorf 1996, ISBN 3-925698-37-X.
- Liebe Provinz, Dein Paris. Roman, A. Jungkunz Verlag 1999, ISBN 3-9804804-8-8.
- Der Teezauberer. Erzählung, ars vivendi 2002, ISBN 3-89716-363-2.
- Die Erfindung des Gustav Lichtenberg. Roman, ars vivendi 2004, ISBN 3-89716-506-6.
- Der Duft von Schokolade. Roman, ars vivendi 2007, ISBN 978-3-89716-813-8, ISBN 978-3-423-13808-6.
- Meine kleine Welt. Familiengeschichten, Illustrationen von Irma Stolz, ars vivendi 2008; Neuauflage 2021, ISBN 978-3-7472-0351-4.
- Ehrlich und Söhne. Bestattungen aller Art. Roman, ars vivendi 2009, ISBN 978-3-89716-993-7.
- Knecht Ruprecht packt aus. Weihnachtsgeschichten, ars vivendi 2009, ISBN 978-3-89716-987-6.
- Meine kleine Welt 2. Familiengeschichten, Illustrationen von Irma Stolz, ars vivendi 2010, ISBN 978-3-86913-030-9.
- Das Flusskrokodil. Illustrationen von Irma Stolz, ars vivendi 2011, ISBN 978-3-86913-055-2.
- Das Diamantenmädchen. Roman, ars vivendi 2011, ISBN 978-3-86913-095-8.
- Ein Lied über der Stadt. Roman, ars vivendi 2013, ISBN 978-3-86913-192-4.
- mit Helwig und Sigrun Arenz: Unsere Kleine Welt. Kolumnen, ars vivendi 2016, ISBN 978-3-86913-684-4.
- Herr Müller, die verrückte Katze und Gott. Roman, ars vivendi 2016, ISBN 978-3-86913-621-9.
- Alte Sorten. Roman. DuMont, Köln 2019, ISBN 978-3-8321-8448-3.
- Urlaubsliebe. Gesammelte Erzählungen. ars vivendi, Cadolzburg, 2020, ISBN 978-3-7472-0109-1.
- Der große Sommer. Roman. DuMont, Köln 2021, ISBN 978-3-8321-8153-6.
- Plötzlich Bescherung und andere (un)weihnachtliche Geschichten. Erzählungen. ars vivendi, Cadolzburg, 2022, ISBN 978-3-7472-0435-1.
- Die Liebe an miesen Tagen. Roman. DuMont, Köln 2023, ISBN 978-3-8321-8204-5.
- Zwei Leben. Roman. DuMont, Köln 2024, ISBN 978-3-8321-8205-2.
- mit Sigrun Arenz, Helwig Arenz: Unsere kleine Welt. Familiengeschichten. Erzählungen. ars vivendi, Cadolzburg 2025, ISBN  978-3-7472-0677-5.

### Sachbuch
- Gebrauchsanweisung für Franken. Piper, München 2025, ISBN 978-3-492-27773-0.

### Beiträge (Auswahl)
- Nürnberger Tand. In: Bernd Flessner (Hrsg.), Reisen zum Planeten Frankonia. Neustadt an der Aisch 2001, ISBN 3-87707-582-7.
- Der Traum vom richtigen Leben. In Steffen Radlmaier (Hrsg.), Mein Song. ars vivendi, Cadolzburg 2004, ISBN 3-89716-534-1.
- Bücherliebe. In: Dirk Kruse (Hrsg.), Meine wunderbare Buchhandlung. ars vivendi, Cadolzburg 2010, ISBN 978-3-86913-037-8.
- Schlüsselerlebnis. In: Karoline Adler (Hersg.), Alle meine Lieben. dtv, München 2011, ISBN 978-3-423-25317-8.
- Hoch soll er fliegen. In: Silvia Schmid (Hrsg.), Warum man nie runde Geburtstage feiern sollte. dtv, München 2011, ISBN 978-3-423-21333-2.
- Tod im Zoo. In: Tatort Franken No.3. ars vivendi, Cadolzburg 2012, ISBN 978-3-86913-118-4.
- Hohe Zeit. In: Karoline Adler (Hrsg.), Urlaubslesebuch. dtv, München 2012, ISBN 978-3-423-21361-5.
- Wir warten aufs Christkind. In: Marlene Fritsch (Hrsg.), Wie das Christkind in die Windeln kam und andere ungewöhnliche Weihnachtsgeschichten. topos, Stuttgart 2012, ISBN 978-3-8367-0828-9.
- Terrorehe. In: Karoline Adler (Hrsg.), Urlaubslesebuch. dtv, München 2013, ISBN 978-3-423-21439-1.
- Tod beim Opernball. In: Tatort Franken No.4. ars vivendi, Cadolzburg 2013, ISBN 978-3-86913-201-3.
- Tod in Venedig. In: Thomas Kastura (Hrsg.), To die, or not to die. ars vivendi, Cadolzburg 2014, ISBN 978-3-86913-416-1.
- Josefs Geschenk. In: o. V., Frohe Weihnachten. Benno Verlag, Leipzig 2014, ISBN 978-3-7462-4135-7.
- Glaubenskrieg. In: Karoline Adler (Hrsg.), Schneefrei. Die schönsten Wintergeschichten. dtv, München 2015, ISBN 978-3-423-21608-1.

### Bühnenwerke
- Petticoat & Schickedance. Wirtschaftswunderrevue. Musik: Thilo Wolf, Uraufführung am Stadttheater Fürth, 2007
- Die Odaliske. Komödie. Uraufführung am Stadttheater Fürth, 2009
- Bahn Frei! Musical. Musik: Thilo Wolf, Uraufführung am Stadttheater Fürth, 2010
- Der Tunnel. Musical. Musik: Thilo Wolf, Uraufführung am Stadttheater Fürth, 2015
- The Famous Door on Swing Street. Musical.Musik: Thilo Wolf,  UA am Stadttheater Fürth, 2020